# The Man Who Saved the World (film)
The Man Who Saved the World af den danske instruktør Peter Anthony, er en hybridfilm, der fortæller den sande historie om Stanislav Petrov, en tidligere russisk oberstløjtnant fra de sovjetiske strategiske raketstyrker. 
I filmen optræder bl.a. Robert De Niro, Matt Damon, Ashton Kutcher, Kevin Costner og Walter Cronkite. 
Filmen havde premiere i oktober 2014 ved Woodstock Film Festival i Woodstock, New York. 

## Udmærkelser
Woodstock Film Festival - Honorable Mention:
- Audience Award Winner for bedste spillefilm
- James Lyons Award for bedste klipning af en spillefilm